# Una pace perfetta
Una pace perfetta (titolo originale מנוחה נכונה) è un romanzo dello scrittore israeliano Amos Oz, pubblicato in originale nel 1982, in Italia nel 2009 edito da Feltrinelli. Vi si narra i difficili rapporti tra due generazioni di abitanti di un kibbutz fittizio nel periodo precedente la guerra dei sei giorni.
Il libro ha vinto nel 1983 il Bernstein Prize.

## Trama
Yonatan Lifschitz ha deciso di lasciare Granot, il kibbutz dove è nato e cresciuto. Dopo la fine sfortunata della gravidanza di Rimona, sua moglie, è convinto di non avere più niente in comune con questo ambiente da cui si sente oppresso e limitato, mentre un mondo intero lo attende con infinite opportunità di realizzazione. Il padre Yolek, anziano segretario del kibbutz con alle spalle un notevole passato politico, non sa più come prendere quel figlio che negli ultimi tempi sembra voler rendere più profondo lo sconforto che alberga nel suo cuore, amareggiato dai cambiamenti a cui è costretto ad assistere nella società che ha contribuito a costruire. L'inverno carico di piogge non aiuta a migliorare l'umore, bloccando i normali lavori stagionali con seri pericoli per i raccolti, ed è in uno di questi giorni di pioggia che a Granot compare il giovane Azariah Gitlin. Reduce dal servizio militare, si presenta dichiarando un nevrotico entusiasmo per quello che gli appare l'unico rifugio da un mondo che lo ha sempre perseguitato. Questo strano ragazzo riesce a convincere Yolek, che vi intravede una singolare potenzialità, a venire accettato nell'insediamento per un periodo di prova, vista la necessità di un meccanico per i mezzi agricoli, compito per cui Azariath si dichiara qualificato. Ed in effetti alla prima prova il giovane stupisce Yonatan, convinto dalla prima impressione di avere a che fare con un millantatore. Tra i due nasce qualcosa di simile a un'amicizia, e complice la mancanza di alloggi nell'insediamento il ragazzo finisce per trasferirsi nel'abitazione di Yoni, innamorandosi immediatamente di Rimona. Il fatto non sfugge al padrone di casa che però non vede motivi di dispiacersene, trovandovi anzi un motivo ulteriore per tagliare i sempre più tenui legami con quel mondo. E grazie all'aiuto di qualche bicchiere di troppo una sera Yoni trova finalmente il coraggio che gli mancava, abbandonando nella notte Granot ed i suoi fantasmi.
La scomparsa del figlio manda su tutte le furie la combattiva Hava, in rotta col marito dopo una vita di rancori accumulati, e tra accuse reciproche e sospetti incrociati viene avviata una ricerca che ha poche possibilità di successo. Nessuno, tanto meno Shrulik, il nuovo segretario del kibbutz, sa infatti che la meta verso cui si sta dirigendo Yoni è la fantastica Petra, attirato dal mistero che avvolge la città scavata nella roccia. Con il suo equipaggiamento militare non ha problemi a trovare un passaggio verso il confine giordano, giungendo rapidamente all'avamposto di Ein Hutzub. Inconsapevole che nel frattempo gli sforzi per ritrovarlo hanno coinvolto persino il primo ministro Eshkol, amico di vecchia data di Yolek, a sua volta oramai convinto di trovarsi davanti ad un complotto ordito alle sue spalle da un vecchio rivale in amore, sul cui coinvolgimento riguardo alla reale paternità di quel figlio era sempre rimasto nel dubbio. L'incontro di Yoni con un personaggio alquanto singolare mette il giovane di fronte alle proprie scelte facendo sorgere i primi dubbi, e quando nel deserto si ritrova a combattere contro gli stessi fantasmi da cui stava cercando di fuggire ne viene sopraffatto e costretto ad un precipitoso ritorno sui suoi passi, decidendo di rimanere per qualche tempo in compagnia di quello strano vecchio. Con la fine dell'inverno e delle sue piogge la vita a Granot riprende i ritmi consueti, con nuovi equilibri che vedono Yolek oramai rappacificato dai propri malanni, Rimona in dolce attesa, ed Azariah stabilmente al suo fianco. E quando per Yoni viene il momento di ritornare, trova senza difficoltà il suo posto in questi nuovi equilibri. Vi saranno nascite e perdite, guerre e vittorie, e domande importanti che non troveranno risposta.

## Edizioni
- Amos Oz, Una pace perfetta, collana I Narratori, traduzione di Elena Loewenthal, 1ª ed., Feltrinelli, febbraio 2009, ISBN 978-88-07-01777-3.